# Morgan Marinne
 (septembre 2017).
Si vous disposez d'ouvrages ou d'articles de référence ou si vous connaissez des sites web de qualité traitant du thème abordé ici, merci de compléter l'article en donnant les références utiles à sa vérifiabilité et en les liant à la section « Notes et références ».
 (septembre 2017).
Morgan Marinne, né en 1986, est un acteur belge.

## Biographie
Il commence tôt dans le cinéma : enfant, il joue dans La Vie sexuelle des Belges 1950-78 (1994) sous la direction du subversif Jan Bucquoy. Adolescent, il rencontre Jean-Pierre Dardenne et Luc Dardenne, qui semblent porter chance à tous leurs acteurs. Ce sont eux qui ont révélé Jérémie Renier et Émilie Dequenne. Morgan Marinne n'échappe pas à la règle : en 2003, à tout juste 17 ans, il est nommé pour le César du meilleur espoir masculin grâce à son interprétation dans Le Fils. En 2002, il joue dans Folle embellie de Dominique Cabrera.
Il fait partie de la nouvelle vague d'acteurs belges qui montent grâce aux Dardenne après Olivier Gourmet, Fabrizio Rongione, Jérémie Renier, Émilie Dequenne et Déborah François.
Morgan Marinne a été sélectionné par le cinéaste belge Giles Daoust qui prépare un remake de La Maman et la Putain de Jean Eustache, sur un scénario corrigé par le plasticien Patrick Corillon, avec aussi Nade Dieu, Micha Wald, Serge Larivière et Bouli Lanners.

## Filmographie
- 1995 : La Vie sexuelle des Belges 1950-1978 de Jan Bucquoy : l'enfant
- 2002 : Le Fils de Jean-Pierre et Luc Dardenne (Prix au Festival de Cannes) : Francis
- 2004 : Folle embellie de Dominique Cabrera
- 2007 : Pom le Poulain de Olivier Ringer : Patrick
- 2008 : 9mm de Taylan Barman : Laurent
- 2008 : Le Silence de Lorna de Jean-Pierre et Luc Dardenne : Spirou
- 2016 : La Fille inconnue de Jean-Pierre et Luc Dardenne